# Pristomerus fasciatus
Pristomerus fasciatus är en stekelart som beskrevs av Dasch 1979. Pristomerus fasciatus ingår i släktet Pristomerus och familjen brokparasitsteklar. Inga underarter finns listade i Catalogue of Life.